# James George Mackenzie
James George Mackenzie fue un marino y administrador colonial británico.

## Biografía
Se unió a la Marina Real británica en diciembre de 1823. Fue guardiamarina del HMS Philomel, comandado por Viscount Ingestre, participando en la batalla de Navarino de la guerra de independencia de Grecia, el 20 de octubre de 1827.
El 15 de mayo de 1830 fue ascendido al grado de teniente. En julio de 1833 fue asignado al HMS Caledonia y en febrero de 1834, al HMS Ceylon, apostado en Malta, hasta el verano boreal de 1837. El 31 de octubre de 1840, fue asignado al HMS Indus comandado por el capitán James Stirling, donde se desempeñó por dos años y medio como primer teniente.
El 29 de abril de 1847 al grado de comandante. Luego fue asignado segundo capitán del HMS Caledonia, comandado por Manley Hall Dixon, y apostado en Devonport, Australia. El 29 de octubre de 1853 fue asingnado como comandante del HMS Princess Royal, comandado por Clarence Edward Paget, navegando en el mar Báltico durante la Guerra de Crimea. El 20 de diciembre de 1855 fue asignado comandante del HMS Agamemnon, comandado por Thomas Sabine Pasley, en el mar Mediterráneo. El 5 de junio de 1856 fue ascendido a capitán.
Entre 1862 y 1866 se desempeñó como el cuarto gobernador colonial del territorio británico de ultramar de las Islas Malvinas, en litigio con Argentina.
Se retiró de la marina el 1 de julio de 1867.
En cuanto a su vida personal, se casó en 1831 con Martha Catherine Kearney.